# Cap de la Peguera
El Cap de la Peguera és una muntanya de 2.034 metres que es troba entre els municipis de Farrera i de Llavorsí, a la comarca del Pallars Sobirà.